# Suvenýr

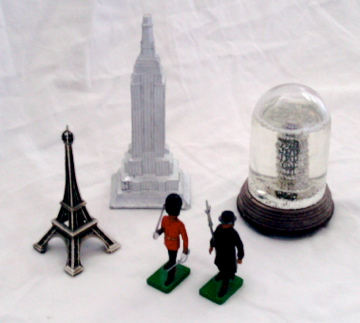
Příklady suvenýrů

Suvenýr je upomínkový předmět získaný při cestách, který většinou charakterizuje místo, kde došlo k zisku suvenýru. Nejčastěji se jedná o pohlednice, známky, dřevěné Turistické známky, na kterých je nějaké logo či symbol navštíveného místa, případně nějaký jiný předmět běžné všední potřeby. Suvenýr tedy, mimo jiné, slouží především jako památka na návštěvu daného místa, jde o předmět, který slouží jako upomínka na dané místo, na které můžeme zavzpomínat. Další druhy suvenýrů jsou spíše pak většinou něco méně všedního, nebo co není lehce k dostání, může se jednat například o nějakou místní přírodninu nebo pomůcku či předmět běžné denní potřeby. Posuzování toho, co je a není suvenýr je čistě individuální subjektivní vjem, u každého člověk se liší.

## Sběratelství suvenýrů
V září 2006 se v Moravském krasu pod rozhlednou u obce Veselice uskutečnilo čtvrté setkání Klubu sběratelů turistických suvenýrů. Součástí akce je burza suvenýrů, výlety okolím a soutěže. K setkání byla vydána výroční turistická známka a dřevěná klubová pohlednice.